# Agnes Magnell
Agnes Magnell (26 de noviembre de 1878, Uddevalla - 27 de agosto de 1966, Uppsala) fue una arquitecta sueca, pintora de miniaturas y dibujante de siluetas. Pionera en Suecia al ser la primera mujer admitida en el Real Instituto de Tecnología (KTH) para estudiar arquitectura.

## Biografía
Agnes Magnell nació el 26 de noviembre de 1878 en Uddevalla. Provenía de una familia rica, siendo su madre Agnes Ernber y su padre el capitán Carl Christian Magnell, quien posteriormente dejó el ejército para dedicarse a administrar sus tierras y de manera autodidacta a la pintura y el dibujo.
Su entorno familiar estaba relacionado con la ingeniería, siendo su tío Axel Ernberg un ingeniero civil en la construcción de carreteras y agua. 

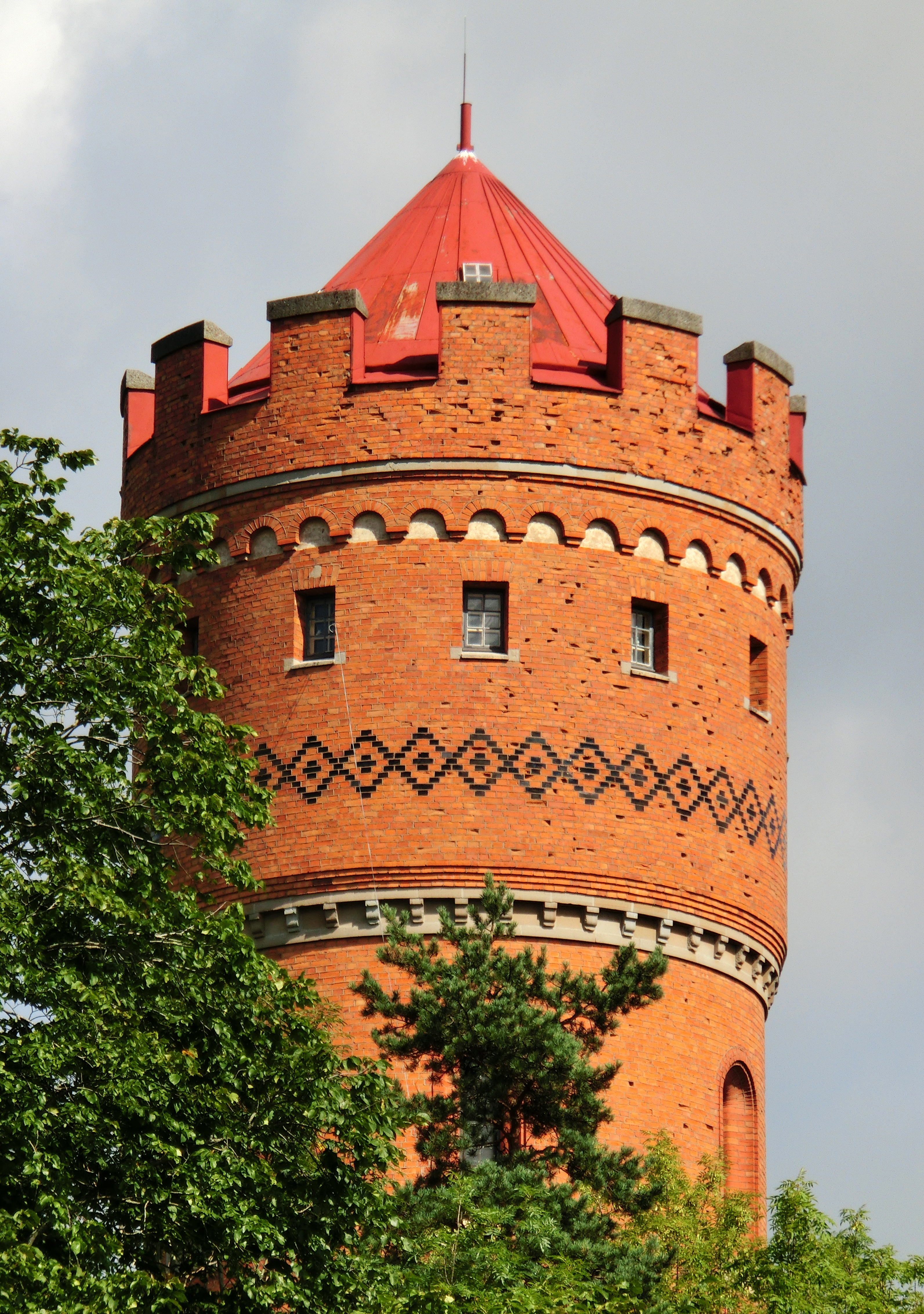
Torre de agua en Sala, diseñado por Agnes Magnell

## Estudios y trayectoria
Agnes Magnell empezó sus estudios artísticos en 1894 en la Escuela Técnica de Konstfack en Estocolmo y allí fue animada por uno de sus profesores presentar una solicitud para estudiar arquitectura en el Real Instituto de Tecnología (KTH). En aquel momento, los estatutos de KTH especificaban que la educación estaba abierta a los "hombres jóvenes", significando esto que tenía que solicitar la exención. A pesar de ello y, aunque en principio a las mujeres no les estaba permitido estudiar en el instituto, se hizo una excepción después de que su padre escribiese una petición formal al Consejo del Rey. Fue la primera mujer admitida en la escuela con el propósito de estudiar arquitectura, en 1897.
Estudió durante cuatro años en el Real Instituto de Tecnología, recibiendo la mayor parte de la formación, peroal ser una estudiante especial no pudo obtener el título. La primera mujer con el título en arquitectura sueca sería años después, Anna Branzell en 1919.
En 1903, el último año de sus estudios conoció y se casó con el ingeniero Otto Eskil Smith con quien trabajó durante un tiempo diseñando torres de agua y centrales eléctricas. Magnell nunca llegó a graduarse y después de varios años de trabajo como arquitecta lo dejó para dedicarse a ser ama de casa.
La torre de agua (Gamla Vattentornet) de Sala, es un ejemplo de su trabajo, el único edificio que queda en esta región sueca creado por Agnes Magnell.